# Стенлі Парк
Стадіон «Стенлі Парк» (англ. Stanley Park Stadium) — передбачувана назва футбольного стадіону, який буде побудований в районі парку Стенлі в Ліверпулі, Англія. Дозвіл на будівництво було отримано в лютому 2003 року. Новий стадіон планувалося відкрити в серпні 2012 року, проте досі зроблені тільки незначні підготовчі роботи. Роботи не продовжаться до поліпшення фінансового становища футбольного клубу «Ліверпуль» і його власників.

## Історія
Стадіон спочатку планували відкрити влітку 2006 року, його місткість повинна була складати 55 000 глядачів. Пізніше плани були переглянуті до місткості трибун в 60000, з можливістю розширення при необхідності до 73 000.
Зміни при переплануванні торкнулися насамперед трибуни «Коп» (The Kop), чия місткість тепер визначається в 18500 місць, що на 5000 більше початкової. Над цією трибуною буде споруджений параболічний дах, який поліпшить чутність підтримки фанів на поле. Як і на «Енфілді», чаша стадіону буде представляти собою конструкцію з чотирьох прямокутних трибун, що дозволить глядачам знаходиться нижче до поля, ніж відвідувачам інших нових стадіонів.
19 червня 2008 року будівельники отримали остаточний дозвіл і 24 червня почали підготовчі роботи на місцевості. Проте вже 26 серпня з'явилася інформація про тимчасове припинення будівництва у зв'язку з фінансовими проблемами, що було підтверджено офіційними особами 5 жовтня. Було відзначено, що затримка буде використана для спроби перепланування стадіону, з метою розширення місткості арени до 73000 глядачів.
Британське агентство «Telegraph» повідомило, що припинення будівництва пов'язано з погіршенням фінансового становища власників футбольного клубу «Ліверпуль», Тома Гікса та Джорджа Джилета. У них виникли проблеми з необхідними для будівництва 350 мільйонами фунтів, які були взяті в кредит у Королівського банку Шотландії та американського банку «Вачовія». З'явилася навіть інформація, що частина витрат може взяти на себе головний ворог «Червоних» «Евертон», який також збирається з'їжджати зі старого «Гудісон Парку».
У травні 2009 року генеральний спонсор Ліверпуля, «Carlsberg», заявив про бажання дати стадіону свою назву, що відповідає моді останніх років продавати назви стадіонів. Швидше за все, тоді стадіон отримав би назву «Карлсберг Енфілд» (Carlsberg Anfield). 12 вересня 2009 титульний спонсор клубу змінився (тепер це банк «Standard Chartered»), що зробило неможливим цю угоду.
Після зміни власника компанія «Fenway Sports Group» вирішила почати будівництво нового стадіону. За основу був узятий проект 2003 року. Вартість будівництва складе близько 300 млн фунтів. В даний час (на січень 2012 року) ведуться пошуки спонсора, готового вкласти в проект 150 млн. фунтів.